# Enders (Nebraska)
Pour les articles homonymes, voir Enders.
Enders est une census-designated place située dans le comté de Chase, dans l’État du Nebraska, aux États-Unis. Sa population s’élevait à 42 habitants lors du recensement de 2010. Bien que n’étant pas incorporée, Enders dispose d’un bureau de vote et d’un code postal.

## Galerie photographique

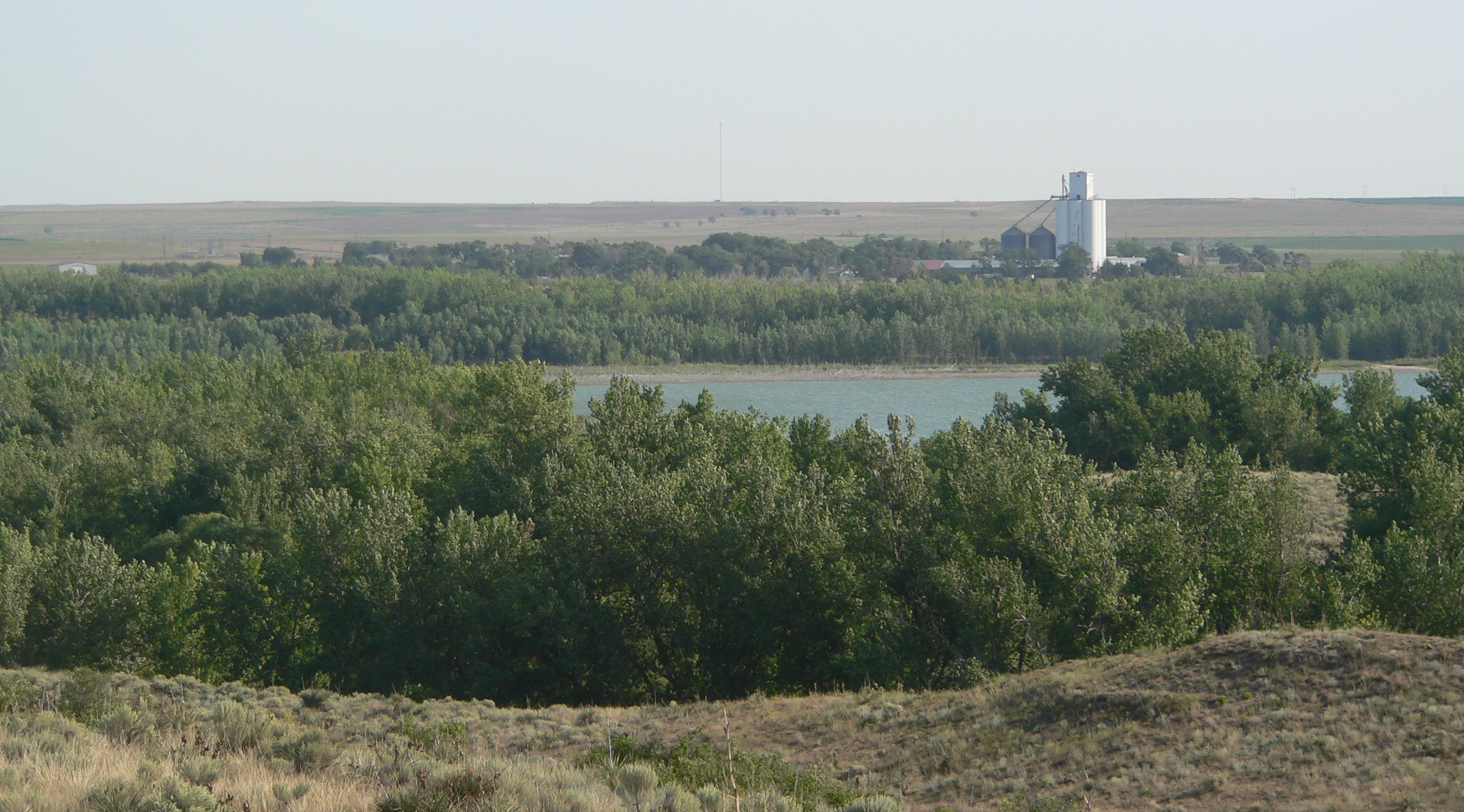
Enders en 2013.
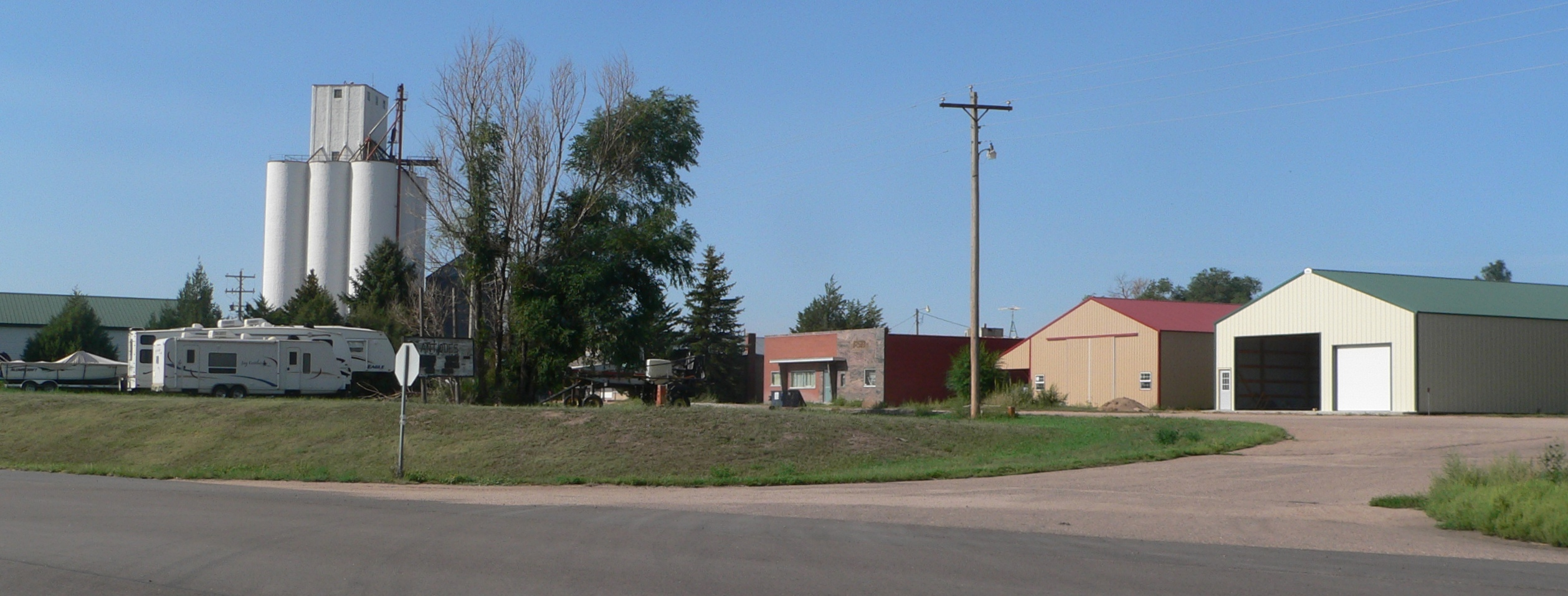
Enders vue depuis la U.S. Highway 6.

## Source
- (en) Cet article est partiellement ou en totalité issu de l’article de Wikipédia en anglais intitulé « Enders, Nebraska » (voir la liste des auteurs).

1. ↑  Zip Code Lookup.